# Fiodor Inoziemcew
Fiodor I. Inoziemcew (ros. Фёдор Иноземцев, ur. 24 lutego 1802 w Biełkinie, zm. 18 sierpnia 1869 w Moskwie) – rosyjski chirurg, profesor uniwersytetu w Moskwie. Według niektórych źródeł opracował preparat przeciw bólowi żołądka i jelit zwany kroplami Inoziemcowa.